# Ryan Walter
Ryan William Walter (* 23. dubna 1958 v New Westminster, Britská Kolumbie) je bývalý kanadský hokejový útočník.

## Kariéra

### Hráčská kariéra
S juniorskou kariérou začal v ročníku 1973/74 prvně v lize BCJHL v týmu Langley Lords, kde se předvedl v 62 odehraných zápasů v nichž nasbíral 102 bodů. V ročníku stihl odehrát dva zápasy v lize WCHL v týmu Kamloops Chiefs, za odehrané zápasy si nepřipsal žádný bod. V Langley Lords strávil další sezónu, ve které odehrál a nasbíral deset zápasu a bodů méně než v předminulé sezóně, za to v Kamloops Chiefs odehrál celkem jedenáct zápasů a připsal si první body, celkem nasbíral v sezóně 14 bodů. V Kamloops Chiefs se od sezóny 1974/75 stal kmenovým hráčem klubu, a ve třetí sezóně v Chiefs nasbíral 99 bodů. Poslední ročník ve WCHL strávil v klubu Seattle Breakers, kde nasbíral nejvíce bodů za svoji kariéru ve WCHL. Za jeho výkony byl zvolen nejužitečnějším hráčem ligy a získal trofej Four Broncos Memorial Trophy. V létě roku 1978 byl draftován týmem Washington Capitals v 1. kole celkově 2.
Po draftu se hned připojil do klubu Capitals, kdy v první sezóně 1978/79 si připsal 55 bodů. Po vydařené sezóně jako nováček, byl zvolen kapitán mužstva a v sestavě udělali první řadu se spoluhráči Mike Gartner a Dennis Maruk. Během jeho času v Capitals, si zahrál v kanadským národním týmů v mistrovství světa v roce 1979, 1981 a 1982. 9. září 1982 byl společně s Rickem Greenem vyměněn do týmu Montreal Canadiens za Douga Jarvise, Roda Langwaye, Craiga Laughlina a Briana Engbloma.
V Canadiens si poprvé vyzkoušel playoff v NHL, ale byli vyřazeni hned v prvním kole. Canadiens se každou sezónou probojovával do playoff a v sezóně 1985/86 vyhráli Stanley Cup, i když se Walter zranil v playoff je vyryto jeho jméno ve Stanley Cupu. Do finále playoff vkročili opět v sezóně 1988/89, a ve třetím zápasu, kdy se nerozhodlo v základní části, vstřelil vítězný gól ve druhém prodloužení, a Canadiens vedlo díky němu sérii 2-1. Nicméně, Calgary Flames odvrátil sérii a vyhráli Stanley Cup v sérii 2:4. Za Canadiens odehrál celkem devět sezón, i když ho v poslední sezóně za klub trápilo poraněné zápěstí. 26. července 1991 podepsal smlouvu jako volný hráč s klubem Vancouver Canucks, kde odehrál poslední zápasy v kariéře. V roce 1992 získal trofej Bud Man of the Year. V Canucks plnil roli jako obranný útočník ale byl znám jako tvrdý útočník a tvrdě pracující hráč, který byl vynikající na vhazování. Po ukončení kariéry pracoval jako viceprezident Asociace hráčů NHL.

### Trenérská kariéra
17. června 2008 byl jmenován asistentem hlavního trenéra Alaina Vigneaulta v klubu Vancouver Canucks . V Canucksu již působil a hráčskou kariéru, v klubu odtrénoval dvě sezóny. 21. září 2010 byl jmenován hlavní trenér ženského Kanadského hokejového týmu, který získal zlatou medaili v roce 2010 na Four Nations Cup.

### Moderátorská kariéra
Od roku 1993 do roku 1998 působil jako komentátor ve společnosti TSN. V této funkci komentoval zápasy v ligách NHL, CHL a mezinárodní zápasy. Za mezinárodní zápasy komentoval světový pohár, jeden zápas v mistrovství světa juniorů, a čtyři zápasy v mistrovství světa. Od roku 1996 do roku 2002 pracoval v televizích BCTV, Rogers SportsNet a VTV jako komentátor týmu Vancouver Canucks. Občas komentoval v rádiu Tom Larscheid, fotbalové zápasy.Jeho častější spolukomentátoři byli Jim Robson, Jim Hughson a John Shorthouse.

## Osobní život
Walter je motivační řečník, autor a vůdčí expert pro jeho hokejové zážitky ve vztahu k podnikání a úspěchu.
Zahrál si ve filmu hokejový zázrak ne jako hokejista ale rozhodčí ve hře mezi USA a SSSR v Lake Placid a byl najat jako expert pro film. Také byl najat jako hokejový odborník do filmu Making the Cut,Nike hockey commercial, a hrál epizodě kanadského seriálu Being Ian.
Walter má tři syny, kteří jsou hokejisté. Jeho nejstarší syn Ben, má uzavřenou smlouvu s Calgary Flames v NHL ale v současné době hraje na farmě v AHL za Abbotsford Heat. Druhý syn Joey strávil sezóny 2006/07 a 2007/08 v lize BCHL za tým Langley Rivermen. Nejmladší syn Ryan Jr. hrál za TWU Titans v letech 2006/07 a 2007/08.

## Zajímavosti
Před ročníkem 1979/80 se stal kapitánem klubu Washington Capitals teprve ve věku 21 let, v současnosti je nadále nejmladší kapitán v historii Capitals.

## Ocenění a úspěchy
- 1978 WCJHL - První All-Star Team
- 1978 WCJHL - Four Broncos Memorial Trophy
- 1983 NHL - All-Star Game
- 1992 NHL - Bud Man of the Year

## Prvenství
- Debut v NHL - 25. října 1978 (Chicago Black Hawks proti Washington Capitals)
- První asistence v NHL - 25. října 1978 (Chicago Black Hawks proti Washington Capitals)
- První gól v NHL - 28. října 1978 (Los Angeles Kings proti Washington Capitals)
- První hattrick v NHL - 8. prosince 1982 (Hartford Whalers proti Montreal Canadiens)

## Klubové statistiky
| Sezóna       | Klub                | Soutěž       |      | Základní část | Základní část | Základní část | Základní část | Základní část |    | Play off | Play off | Play off | Play off | Play off |
| Sezóna       | Klub                | Soutěž       | Z    | G             | A             | B             | TM            | Z             | G  | A        | B        | TM       |          |          |
| 1973/1974    | Langley Lords       | BCJHL        | 62   | 40            | 62            | 102           | 0             | —             | —  | —        | —        | —        |          |          |
| 1973/1974    | Kamloops Chiefs     | WCHL         | 2    | 0             | 0             | 0             | 0             | —             | —  | —        | —        | —        |          |          |
| 1974/1975    | Langley Lords       | BCJHL        | 52   | 32            | 60            | 92            | 0             | —             | —  | —        | —        | —        |          |          |
| 1974/1975    | Kamloops Chiefs     | WCHL         | 9    | 8             | 4             | 12            | 2             | 2             | 1  | 1        | 2        | 2        |          |          |
| 1975/1976    | Kamloops Chiefs     | WCHL         | 72   | 35            | 49            | 84            | 96            | 12            | 3  | 9        | 12       | 10       |          |          |
| 1976/1977    | Kamloops Chiefs     | WCHL         | 71   | 41            | 58            | 99            | 100           | 5             | 1  | 3        | 4        | 11       |          |          |
| 1977/1978    | Seattle Breakers    | WCHL         | 62   | 54            | 71            | 125           | 148           | —             | —  | —        | —        | —        |          |          |
| 1978/1979    | Calgary Wranglers   | WHL          | 2    | 0             | 1             | 1             | 0             | —             | —  | —        | —        | —        |          |          |
| 1978/1979    | Washington Capitals | NHL          | 69   | 28            | 27            | 55            | 70            | —             | —  | —        | —        | —        |          |          |
| 1979/1980    | Washington Capitals | NHL          | 80   | 24            | 42            | 66            | 106           | —             | —  | —        | —        | —        |          |          |
| 1980/1981    | Washington Capitals | NHL          | 80   | 24            | 45            | 69            | 150           | —             | —  | —        | —        | —        |          |          |
| 1981/1982    | Washington Capitals | NHL          | 78   | 38            | 49            | 87            | 142           | —             | —  | —        | —        | —        |          |          |
| 1982/1983    | Montreal Canadiens  | NHL          | 80   | 29            | 46            | 75            | 40            | 3             | 0  | 0        | 0        | 11       |          |          |
| 1983/1984    | Montreal Canadiens  | NHL          | 73   | 20            | 29            | 49            | 83            | 15            | 2  | 1        | 3        | 4        |          |          |
| 1984/1985    | Montreal Canadiens  | NHL          | 72   | 19            | 19            | 38            | 59            | 12            | 2  | 7        | 9        | 13       |          |          |
| 1985/1986    | Montreal Canadiens  | NHL          | 69   | 15            | 34            | 49            | 45            | 5             | 0  | 1        | 1        | 2        |          |          |
| 1986/1987    | Montreal Canadiens  | NHL          | 76   | 23            | 23            | 46            | 34            | 17            | 7  | 12       | 19       | 10       |          |          |
| 1987/1988    | Montreal Canadiens  | NHL          | 61   | 13            | 23            | 36            | 39            | 11            | 2  | 4        | 6        | 6        |          |          |
| 1988/1989    | Montreal Canadiens  | NHL          | 78   | 14            | 17            | 31            | 48            | 21            | 3  | 5        | 8        | 6        |          |          |
| 1989/1990    | Montreal Canadiens  | NHL          | 70   | 8             | 16            | 24            | 59            | 11            | 0  | 2        | 2        | 0        |          |          |
| 1990/1991    | Montreal Canadiens  | NHL          | 25   | 0             | 1             | 1             | 12            | 5             | 0  | 0        | 0        | 2        |          |          |
| 1991/1992    | Vancouver Canucks   | NHL          | 67   | 6             | 11            | 17            | 49            | 13            | 0  | 3        | 3        | 8        |          |          |
| 1992/1993    | Vancouver Canucks   | NHL          | 25   | 3             | 0             | 3             | 10            | —             | —  | —        | —        | —        |          |          |
| Celkem v NHL | Celkem v NHL        | Celkem v NHL | 1003 | 264           | 382           | 646           | 946           | 113           | 16 | 35       | 51       | 62       |          |          |

## Reprezentace
| Rok                       | Tým                       | Soutěž                    | Z  | G | A | B  | TM |
| ------------------------- | ------------------------- | ------------------------- | -- | - | - | -- | -- |
| 1978                      | Kanada 20                 | MSJ                       | 6  | 5 | 3 | 8  | 4  |
| 1979                      | Kanada                    | MS                        | 8  | 4 | 1 | 5  | 4  |
| 1981                      | Kanada                    | MS                        | 8  | 0 | 1 | 1  | 2  |
| 1982                      | Kanada                    | MS                        | 4  | 1 | 3 | 4  | 0  |
| Juniorská kariéra celkově | Juniorská kariéra celkově | Juniorská kariéra celkově | 6  | 5 | 3 | 8  | 4  |
| Seniorská kariéra celkově | Seniorská kariéra celkově | Seniorská kariéra celkově | 20 | 5 | 5 | 10 | 6  |